# Inamori Kazuo

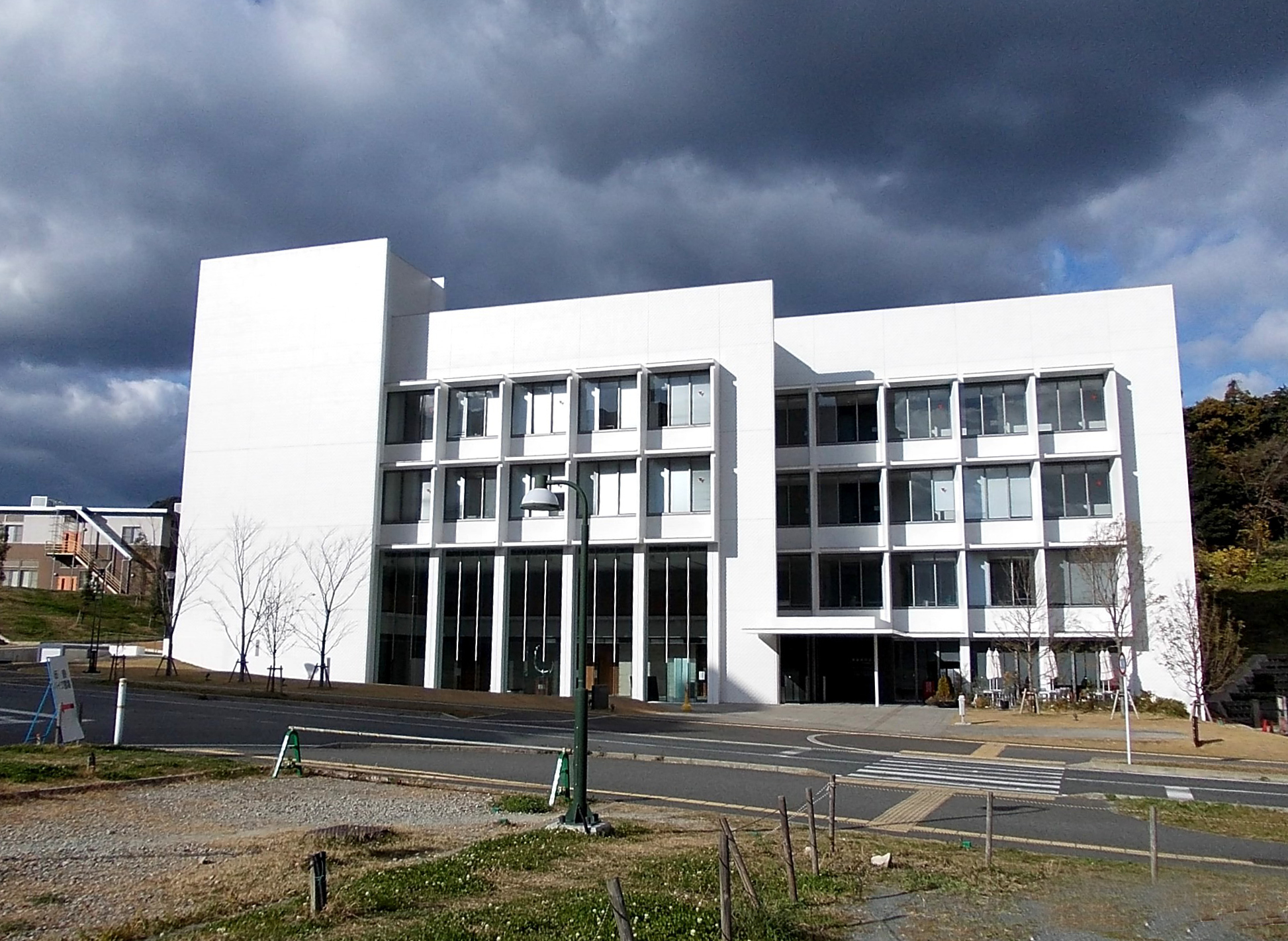
The Inamori Center on Kyushu University Ito campus

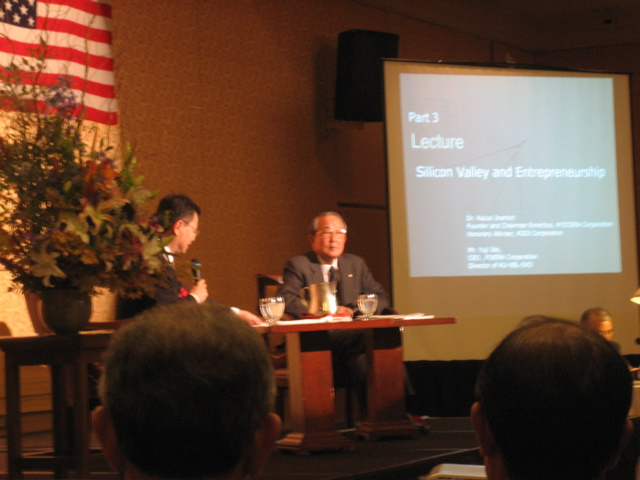
Inamori Kazuo (bên phải) tại Crowne Plaza Cabana, ở Palo Alto, California.

Inamori Kazuo (稲盛 和夫 (Đạo Thịnh Hòa Phu) Inamori Kazuo) (sinh ngày 21 tháng 1 năm 1932 tại tỉnh Kagoshima, Nhật Bản - mất ngày 24 tháng 8 năm 2022 tại Kyoto, Kyōto, Nhật Bản) là nhà kinh doanh đồng thời là người sáng lập hãng Kyocera. Ông là cựu CEO của hãng hàng không Japan Airlines và đã cứu hãng hàng không này khi hãng đang đứng trên bờ vực phá sản.

## Tiểu sử
Ông tốt nghiệp đại học Kagoshima năm 1955 rồi thành lập công ty Kyocera năm 1959 mà ngày nay đã phát triển thành một hãng công nghệ cao đa quốc gia có hơn 66 000 nhân viên, sản xuất nhiều dòng sản phẩm từ điện thoại di động, thiết bị văn phòng đến thiết bị năng lượng mặt trời, linh kiện gốm kỹ thuật cao.
Năm 1984 ông lập công ty DDI mà ngày nay là hãng viễn thông KDDI lớn thứ hai Nhật Bản sau công ty NTT Docomo.
Ông dùng tài sản riêng lập Quỹ Inamori vào năm 1984, tổ chức trao Giải Kyoto hàng năm theo mô hình Giải Nobel cho các nhà nghiên cứu có công trình tiêu biểu trong các lĩnh vực công nghệ cao, khoa học cơ bản, nghệ thuật và triết học.
Sau khi thôi giữ chức chủ tịch hãng Kyocera ông quyết định trở thành nhà sư đạo Phật với pháp danh Đại Hòa. Trước đó tư tưởng nhà Phật có ảnh hưởng rất lớn đến ông khi điều hành công việc kinh doanh của hãng Kyocera. Ông luôn hướng đến việc cống hiến giá trị vật chất và tinh thần cho cuộc sống hạnh phúc của con người, của toàn xã hội. Ông Inamori đã được một số trường đại học Nhật Bản, Hoa Kỳ, Anh Quốc trao bằng tiến sĩ danh dự cho các cống hiến của mình trong lĩnh vực kinh doanh cũng như hoạt động xã hội.

## Phát biểu
" Trao cơ hội cho mọi nhân viên sự phát triển cả vật chất lẫn trí tuệ, và bằng nỗ lực chúng ta sẽ cống hiến vào sự tiến bộ của xã hội và nhân loại."

## Trở thành CEO và hồi sinh lại hãng hàng không Japan Airlines

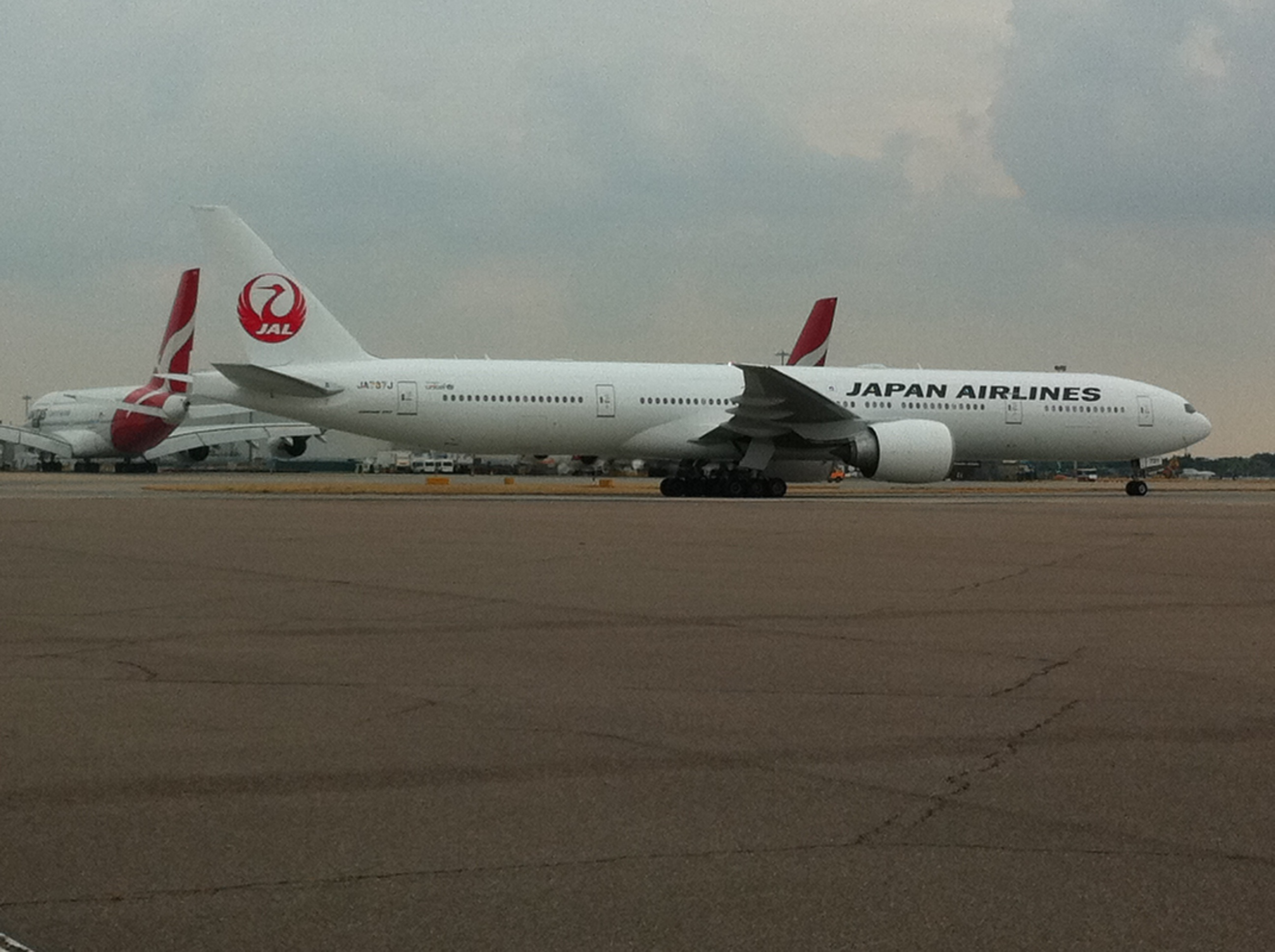
Hơn 100 máy bay của Japan Airlines phải "nằm đất" và 50 đường bay thua lỗ bị ngừng khai thác sau khi hãng nộp đơn xin bảo hộ phá sản.(ảnh minh họa)

Khi JAL thuộc sở hữu nhà nước và được cách ly khỏi những áp lực trong thế giới thực bởi "người đỡ đầu" Chính phủ, công ty đã hình thành một số thói quen xấu. Vì thế sau khi tư nhân hóa, JAL thiếu bản năng sinh tồn trong thị trường mở và kinh nghiệm cần thiết để xử lý tình trạng hỗn loạn bất ngờ. Sự kiện JAL phá sản vào năm 2010 là vụ phá sản lớn nhất ở Nhật Bản ngoài ngành tài chính. "Vị cứu tinh của hãng" ông Inamori Kazuo trở thành CEO và Chủ tịch của Japan Airlines mà không có kinh nghiệm trong ngành hàng không, mặc dù vậy ông Inamori đã thực hiện một phép màu khi biến JAL thành hãng hàng không có lợi nhuận cao nhất thế giới chỉ trong vòng 2 năm.

## Qua đời
Ông qua đời ngày 24 tháng 8 năm 2022, hưởng thọ 90 tuổi.